# Amerikai Konföderációs Államok

A Konföderáció második zászlaja

Az Amerikai Konföderációs Államok, röviden Konföderáció vagy Konföderációs Államok (angolul: Confederate States of America, rövidítve: CSA, becenevén: Dixie), az Egyesült Államok tizenegy déli állama által létrehozott, 1861 és 1865 között fennállt államszövetség volt. Eredetileg a Mély-Dél régió hét rabszolgatartó tagállama hozta létre, melynek gazdasága elsősorban a mezőgazdaságtól függött, azon belül is a nagybirtokos gyapottermeléstől, melynek termőföldjét rabszolgák művelték meg.
Ezek az államok az 1860-as elnökválasztást követően nyilvánították ki elszakadásukat az Egyesült Államoktól, mivel azt a republikánus jelölt, Abraham Lincoln nyerte meg a rabszolgaság kiterjesztését ellenző program alapján. Az új, ideiglenes konföderációs kormányt már 1861 februárjában megválasztották, még mielőtt Lincoln márciusban be lett volna iktatva, de Lincoln ezt nem ismerte el. Először tengeri blokádot hirdetett a demokratikus konvenciókon, több esetben népszavazással megerősített népakarat által elszakadó államok ellen, majd 1861 áprilisában a Sumter-erődből a dél-karolinai milícia ostrommal távolította el az Egyesült Államok katonaságát, s emiatt először Lincoln, majd Jefferson Davis, a Konföderáció elnöke is mozgósítást rendelt el, ennek következtében robbant ki az amerikai polgárháború. Az alkotmányellenesnek tekintett mozgósítás további négy tagállam kiválását vonta maga után az Egyesült Államokból. Ez a négy állam, a Felső-Dél régiójához tartozott és a kiválás után csatlakoztak a Konföderációhoz. Az Amerikai Konföderációs Államok 1861 folyamán két további állam csatlakozását ismerte el, noha azoknak csak a harcok miatt emigrációba kényszerülő törvényhozási képviselői kérték felvételüket.
Az Egyesült Államok (az Unió) kormányzata a kilépést törvényellenesnek nyilvánította, és nem ismerte el a Konföderációt. Bár brit és francia kereskedelmi érdekeltségek hadihajókat és nyersanyagokat adtak el a déli államoknak, egy európai ország sem ismerte el hivatalosan a Konföderációt független államnak, bár az Egyesült Királyság és a Francia Császárság a blokád következményeképp elismerte hadviselő félnek.
1865-ben rendkívül heves harcok után a Konföderáció katonai ellenállása összeomlott, Robert E. Lee és Joseph E. Johnston seregei áprilisban letették a fegyvert, ezt követően pár hónapon belül a Konföderáció teljes területén megszűnt a katonai ellenállás. Az államszövetségi kormány utoljára májusban ülésezett Georgia államban. Csaknem az összes konföderációs haderő június végéig megadta magát. A megszálló Egyesült államok csapatai letartóztatták elnökét és alelnökét, és megsemmisítették önállóságát. A Konföderációt alkotó államok hosszabb-rövidebb időre katonai megszállás alá kerültek, mely után kérhették felvételüket az Egyesült Államok tagjai közé. A háború formális lezárás nélkül ért véget. Jefferson Davis könyvében úgy fogalmazott, hogy a Konföderáció 1865-ben „eltűnt”.
A polgárháború utáni Újjáépítési korszak(en) polgári jogokat és általános választójogot adott a felszabadított rabszolgáknak és a volt déli vezetőknek, illetve újra elismerte a déli államok képviseltetését a kongresszusban.

## Az Amerikai Konföderációs Államok kiterjedése
A Konföderációt az 1861. február 7-én az alabamai Montgomeryben megtartott konvenció hozta létre. Hét déli állam delegációja nyilvánította ki az Egyesült Államoktól való elszakadását. 1861. március 11-én a hét állam, Dél-Karolina, Mississippi, Florida, Alabama, Georgia, Louisiana és Texas aláírásával elfogadták a konföderációs alkotmányt, mely leváltotta a februárban elfogadott ideiglenes alkotmányt. Négy további rabszolgatartó állam, Virginia, Arkansas, Tennessee és Észak-Karolina nyilvánította ki elszakadását az Egyesült Államoktól és csatlakozását a Konföderációhoz, miután Lincoln 75 000 önkéntes mozgósítására hívott fel a Sumter-erőd és más szövetségi tulajdonban levő területek visszafoglalása céljából. Ehhez az elnöknek nem volt alkotmányos joga, kizárólag a Kongresszusnak lett volna, amely azonban fel volt oszlatva. Missouri és Kentucky nem tudta és nem akarta kinyilvánítani elszakadását, mielőtt semleges, nem hadviselő státuszukat a háború összeomlasztotta volna, ezért csak szakadár képviselőik útján voltak reprezentálva a konföderációs kormányban. Szintén a Konföderáció szövetségese volt az Öt Civilizált Törzsnek nevezett indiántörzsekből kettő és az Arizona Territórium. Maryland elszakadását a hadiállapot bevezetése akadályozta meg, míg Delaware államban noha a lakosság megosztott volt, de nem kísérletezett az elszakadással. Virginia nyugati részén, uniós fennhatóság alatt új államot alakítottak meg a többségében uniós szimpátiával bíró lakosok, Nyugat-Virginia néven. Nyugat-Virginia 1863. június 20-án lett az Egyesült Államok tagja.
A Konföderáció névleges területe és kongresszusi megyékbe osztott lakossága fölötti szilárd fennhatóság a kezdeti 73%-ról fokozatosan 34%-ra süllyedt a háború folyamán az Unió sikeres szárazföldi hadműveletei következtében. Folyói és vízi útvonalai fölötti fennhatóságát az uniós blokád akadályozta. Az 1863. január 1-jével életbe lépő Emancipációs proklamációval az Unió kinyilvánította, hogy a rabszolgaság eltörlését fogja célként kitűzni a területének teljes visszaszerzése mellett. Az uniós hadseregek dél felé való előretörése közben nagyszámú ültetvényen dolgozó rabszolga kapott úgynevezett felszabadított státuszt, és sokan beléptek a hadseregbe fegyveresen szolgálva, vagy munkaszolgálatot teljesítve. A legnagyobb szabású előretörést William Tecumseh Sherman vezérőrnagy valósította meg, mikor 1864 őszén Atlanta bevétele után Dél-Karolináig hatolt előre, majd onnan dúlva, rabolva és gyújtogatva Észak-Karolinába vezette hadseregét. A CSA infrastruktúrájának nagyját, távíródrótokat, vasúti síneket, és hidakat megsemmisítették az útjukba kerülő területeken. Az ültetvényeken súlyos károkat okoztak a növények, fák letarolásával és a porták felgyújtásával, vagy romba döntésével. A déli államok közlekedése szinte teljesen ellehetetlenült, s ezzel a gazdaság és a hadsereg mozgékonysága is minimálisra csökkent.
Ezek a veszteségek leküzdhetetlen pénzügyi, anyagi és létszámhátrányt vontak magukkal. Jefferson Davis konföderációs elnök adminisztrációjának támogatása az idők folyamán erodálódott a katonai vereségek, a gazdasági nehézségek és a kormányellenes politikai támadások következtében. Négy év harc után Richmondot 1865 áprilisában vették be az uniós erők és nem sokkal ezt követően Robert E. Lee tábornagy letette a fegyvert Ulysses S. Grant altábornagy előtt, lényegében a Konföderáció összeomlását jelezve. Davis elnököt 1865. május 10-én tartóztatták le és bebörtönözték. Tervezett árulási perét sohasem tartották azonban meg, így vádemelés nélkül szabadon engedték.
Az Egyesült Államok kormánya évtizednyi hosszú átmeneti állapotot vezetett be, melyek Rekonstrukció néven ismerünk. Ez véget akart vetni a konföderációs nemzeti tudatnak és a rabszolgaság minél teljesebb megőrzésének, melynek eszközei a rabszolgaságot betiltó 13. alkotmánykiegészítés, a kettős, tagállami és szövetségi állampolgárságot adó 14. alkotmánykiegészítés, és a felszabadítottak számára választójogot adó 15. alkotmánykiegészítés volt. 1877-re a Rekonstrukció kudarcba fulladva véget ért, minden néhai konföderációs államban olyan fehér demokraták kerültek hatalomba, akiket a Rekonstrukció jogfosztással sújtott konföderációs és rabszolgatartó vonzalmaik miatt. A háború katonai csapásai gazdaságilag és infrastrukturálisan tönkretették a déli országrészt, és kimerítették erőforrásait. A régió jelentősen az országos átlag alatt maradt prosperitásában egészen a második világháborúig.

## Története

A konföderációs államok életútja 1860. december 20. és 1870. július 15. között

A déli fehér lakosság magát inkább délinek tartotta, mint az Egyesült Államok polgárának és szülőhazájának államát tartva annak függetlenségéért és hitéért a végsőkig hajlandó volt küzdeni. Ez a fajta regionalizmus szülte a déli nemzettudatot, nacionalizmust, melyet később egyszerűen „az Ügy”-nek neveztek. A Konföderáció fennállásának teljes időtartama alatt háborús megpróbáltatásnak volt kitéve. A „Déli Ügy” nem csak az állami önállóság, a vámpolitika és a belügyek rendezését jelentette, hanem rabszolgatartásra alapuló gazdaság kulturális és pénzügyi függetlenségét fenntartó rendszerének igényéből táplálkozott. A bőrszín és a rabszolgaság, a politika és a gazdaság problémáinak egymásra rakódása a legtöbb déli vonatkozású közérdekű kérdést egyben az életmóddal kapcsolatos morális kérdéssé változtatott, melyre csakis a déliek viselt dolgainak szeretete, és az északi jenkik viselt dolgainak elutasítása lehetett a válasz. A háború közeledésével nem csak az amerikai politikai pártok hasadtak ketté, de az egyházak és az államokon átívelő családi kötelékek is megoszlottak az észak, vagy dél kérdése mentén.
Az 1860-as választás folyamán egyetlen déli állam sem állt egységesen John C. Breckinridge, a déli Demokrata párti jelölt mögött Dél-Karolina kivételével, melynek törvénye azonban nem engedte az elektorok közvetlen választását. A többi államban a másik három jelölt valamelyike (Lincoln, Douglas és Bell) mindenhol kapott szavazatot. Hármuk egyesített támogatottságának mértéke a jelentőstől a többségig terjedt, legalacsonyabb Texasban volt 25%-kal, a legmagasabb Missouriban 81%-kal. A kisebbségi vélemény koncentrálódása különösen Virginia nyugati és Tennessee keleti, fennsíkos, magaslaton fekvő részein volt megfigyelhető. A Konföderációt aláíró első hat állam mindössze lakosságának negyedét adta. Ezek 43%-a a három, uniót fenntartani igyekvő jelöltre szavazott. A Sumter-erőd ostroma után csatlakozó négy állam adta a Konföderáció lakosságának felét. Itt a három „uniós” jelölt akkumulált szavazati aránya 53% volt. A három nagy állam képviselte a szélsőségeket. Texas a maga 5%-os népességrészesedésével csak 20%-ot adott az „uniósoknak”, míg Kentucky és Missouri a teljes lakosság egynegyedét képviselve 68%-ban szavazott rájuk.
Dél-Karolina egységesen elhatározott elszakadása után más déli állam nem határozott így 1861 előtt és az elszakadás során nem voltak egységesek. Mindegyikük törvényhozásában, konvencióján, vagy népszavazásán (vagy mindháromban) jelentős komponens volt az uniót fenntartók szavazata. Ez azonban nem jelentette, hogy az így szavazók északi szimpatizánsok lettek volna és a harc kitörésekor ezek felsorakoztak az elszakadáspártiak mögé, elfogadták a többségi döntést és támogatták a Konföderációt. Az amerikai polgárháború amerikai tragédiává lett, a „testvérháború” néhány kutató szerint „fivér a fivér ellen, apa a fia ellen, rokon a rokon ellen” viselt háborúvá vált.

### Az egység megbomlása és a revolúció

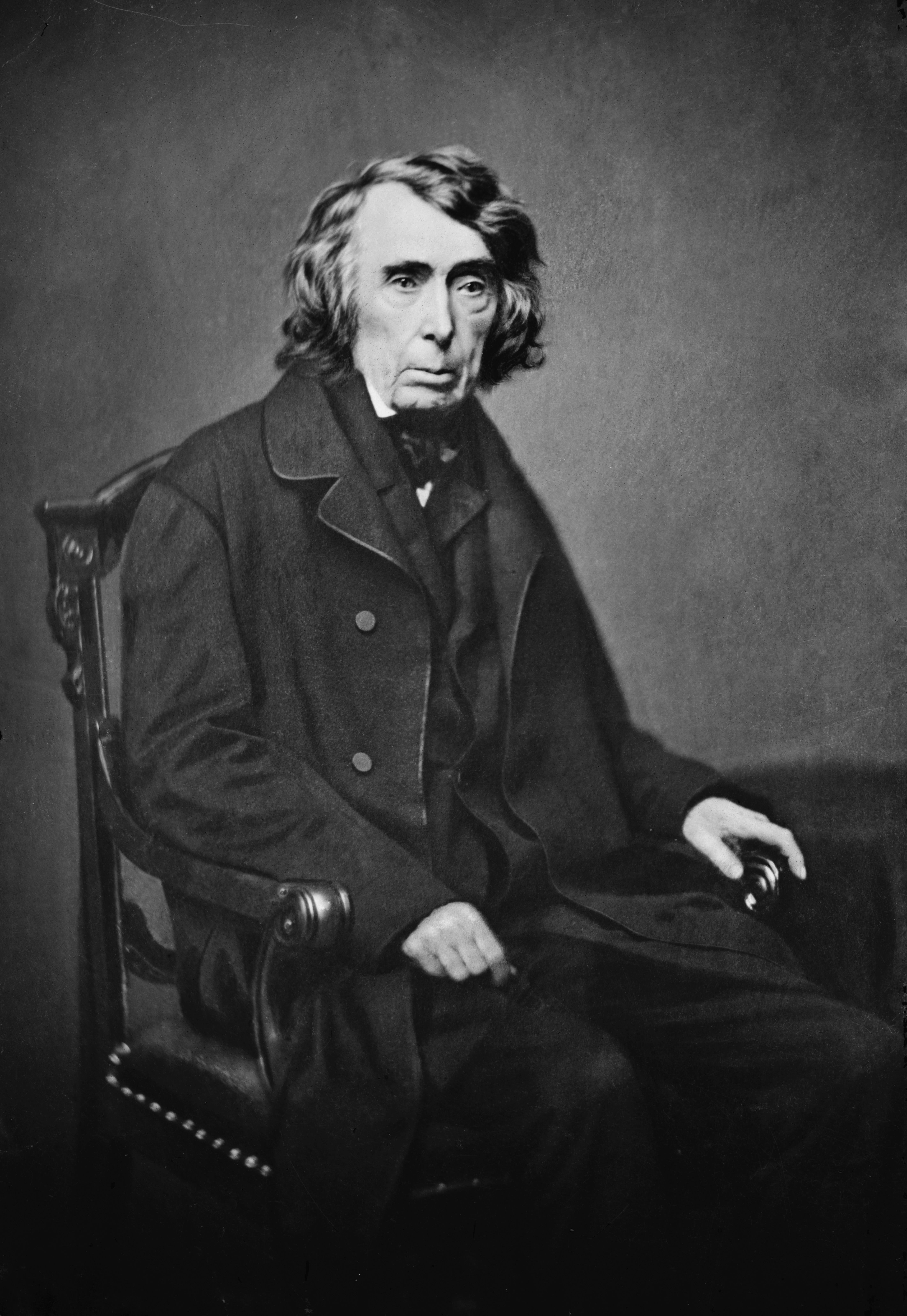
Roger B. Taney, a Legfelsőbb Bíróság elnöke

Az Amerikai Konföderációs Államokat olyan déli, rabszolgatartó államok elszakadása hozta létre, melyek megtagadták, hogy egy olyan államban maradjanak, mely nézetük szerint másodrangú állampolgárokká akarta degradálni őket. Úgy látták, hogy e változás mozgatórugója az abolicionizmus és a Republikánus Párt rabszolgatartás-ellenes elemei, akik ismétlődően sértő és eltűrhetetlen módszerekkel operálva akarják őket megalázó és alávetett helyzetbe hozni. A „fekete republikánusok”, ahogy a déliek emlegették őket és azok szövetségesei hamarosan többségbe kerültek volna a Kongresszus mindkét házában. Az elnökség felett diszponálva hamarosan a Legfelsőbb Bíróság tagjait is kinevezhették volna, márpedig annak elnöke, Roger B. Taney, a rabszolgaság vélt támogatója már 83 éves volt és betegeskedett.
Az 1860-as elnökválasztási kampány alatt néhány szecesszionista, mint pl. William L. Yancey elszakadással fenyegetett abban az esetben, ha a programja szerint a rabszolgaság nyugati territóriumokra való kiterjedésének megakadályozását tervező Lincoln győz. Yancey keresztül-kasul utazott Északon és az elszakadásért agitált, míg Stephen A. Douglas Délen kampányolt az Unió fenntartásáért Lincoln megválasztásától függetlenül. A szecesszionisták számára a republikánus szándékok a rabszolgaság felszámolására, vagy reálisan nézve egyelőre a rabszolgaság korlátozására irányultak. Lincoln győzelme a „Uniót rabszolgaság nélkül, vagy a rabszolgaságot az Unió nélkül ” pár hétig fennálló választási lehetőségét ajándékozta nekik az új elnök beiktatása előtti hónapokban.

### Az elszakadás okai

#### A történészek szemében
Az elszakadás közvetlen kiváltó oka a Republikánus Párt és jelöltje, Abraham Lincoln győzelme volt az 1860-as elnökválasztáson. James M. McPherson történész szerint a republikánusok kongresszusi és elnökválasztási győzelmének legjelentősebb vonása a győzelem mértéke volt. Az északi szavazatok több mint 60%-ának elnyerésével az északi kongresszusi mandátumok háromnegyede került a birtokukba. A déli sajtó úgy mutatta be őket, mint észak rabszolgaságellenes részét, olyan pártként, melyet „az afrikai rabszolgaság gyűlöletének kizárólagos fontosságú ügyére építettek”, s mely ekkor a nemzet ügyeinek irányító erejévé vált. A Fekete Republikánus Párt felülkerekedett a konzervatív jenki hagyományokon, tudósított a New Orleans Delta lapja, mondván „Tényszerűen forradalmi párt, mely el akarja törölni a rabszolgaságot.”
Más történészek értelmezésében azonban az okok fontossága más képet mutat. Charles A. Beard és Mary R. Beard interpretációja a The Rise of American Civilization című, 1927-es műben nagy hatást gyakorolt a történészekre. és a közvéleményre. Beardék egyaránt kevés fontosságot tulajdonítottak az államok önrendelkezési jogáról folyó vitának és az amerikai nacionalizmusnak, mivel a történelmi események mögött a gazdasági folyamatokat és kényszereket keresték egész munkásságuk során. Az 1950-es években kezdődő polgárjogi éra beköszönte után az álláspontot már politikailag nem korrektnek számított. Tézisük munkásmozgalmi hatást mutatott, mert a gazdasági kényszerekből a kapitalisták, munkások és farmerek, illetve az ültetvényes arisztokrácia osztályai közötti harcot láttak levezethetőnek. A hidegháború során ez az álláspont is nemkívánatossá vált, így a 20. század második felétől Beardék polgárháborús felfogását felváltotta egy neoabolicionista iskola, ami a fő okot a rabszolgatartás kérdésében kereste.
Ennek keretében pl. Drew Gilpin Faust történész megfigyelése szerint a szecessziós, azaz a kiválást szorgalmazó mozgalom különböző déli vezetői mind a rabszolgaságot nevezték meg legerősebb érvüknek a déli függetlenség kikiáltása érdekében. Annak ellenére, hogy a legtöbb (kb. 90%) fehér délinek nem volt rabszolgája, a többségük támogatta a rabszolgaság intézményét. Amellett, hogy így rendelkeztek a rabszolgatartás jogával, még az is magyarázhatja e kisebbségi álláspont támogatását, hogy nem akartak a szociális rangsor aljára kerülni. Ezzel összefüggő és hozzá kapcsolódó másodlagos fontosságú ügyek szintén tüzelték az országrészek közti vitát; e másodlagos nézetkülönbségek közé tartoztak a szabad véleménynyilvánítás, a szökött rabszolgák, a kubai terjeszkedés és az államok önrendelkezési joga.

#### A Konföderáció kormánya és az államok véleménye

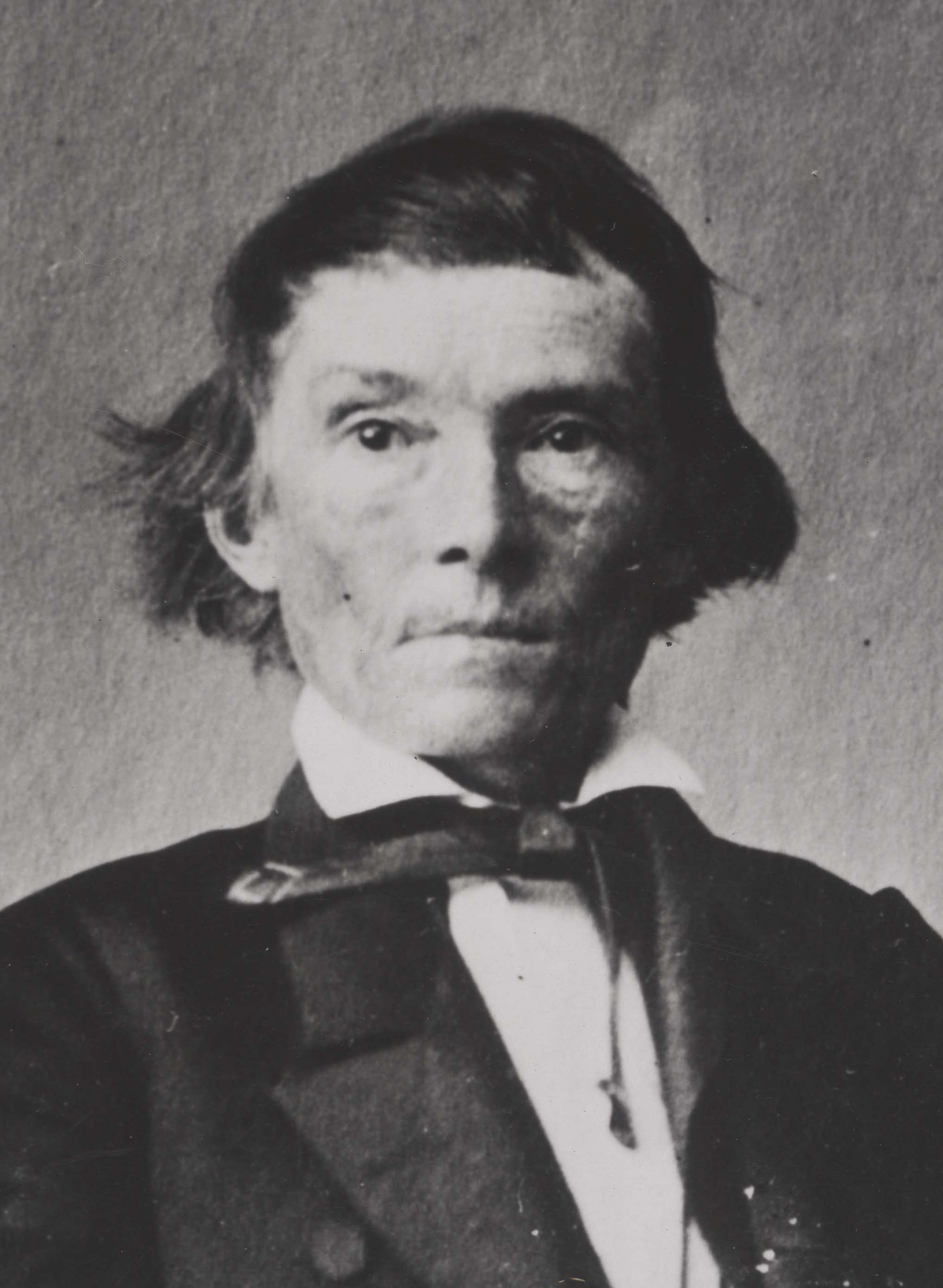
Alexander Stephens
a Konföderációs Államok alelnöke, Lincoln barátja annak whig párti korából; a 'Cornerstone Speech' írója

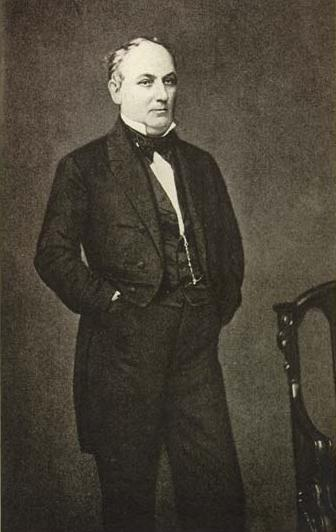
James Henry Hammond

A később Cornerstone Speech-ként (sarokkő beszéd) elhíresült beszédben a Konföderáció alelnöke, Alexander Stephens az új kormányzati forma sarokkövének azt nevezte, hogy az „azon a nagy igazságon nyugszik, hogy a négerek nem egyenlőek a fehér emberekkel; hogy a rabszolgaság – alárendelés a feljebbvaló fajnak – a természetes és általános életformájuk. Új kormányunk a világ történelmében az első, mely erre a mélységes fizikai, filozófiai és erkölcsi igazságra alapozódik”. A háborút követően Stephens kijelentését rögtönzött, metaforikus és inkább a tömegek pillanatnyi hangulatát leíró megjegyzésnek festette le, semmint „az új kormány ebben a témában vallott elvének”.

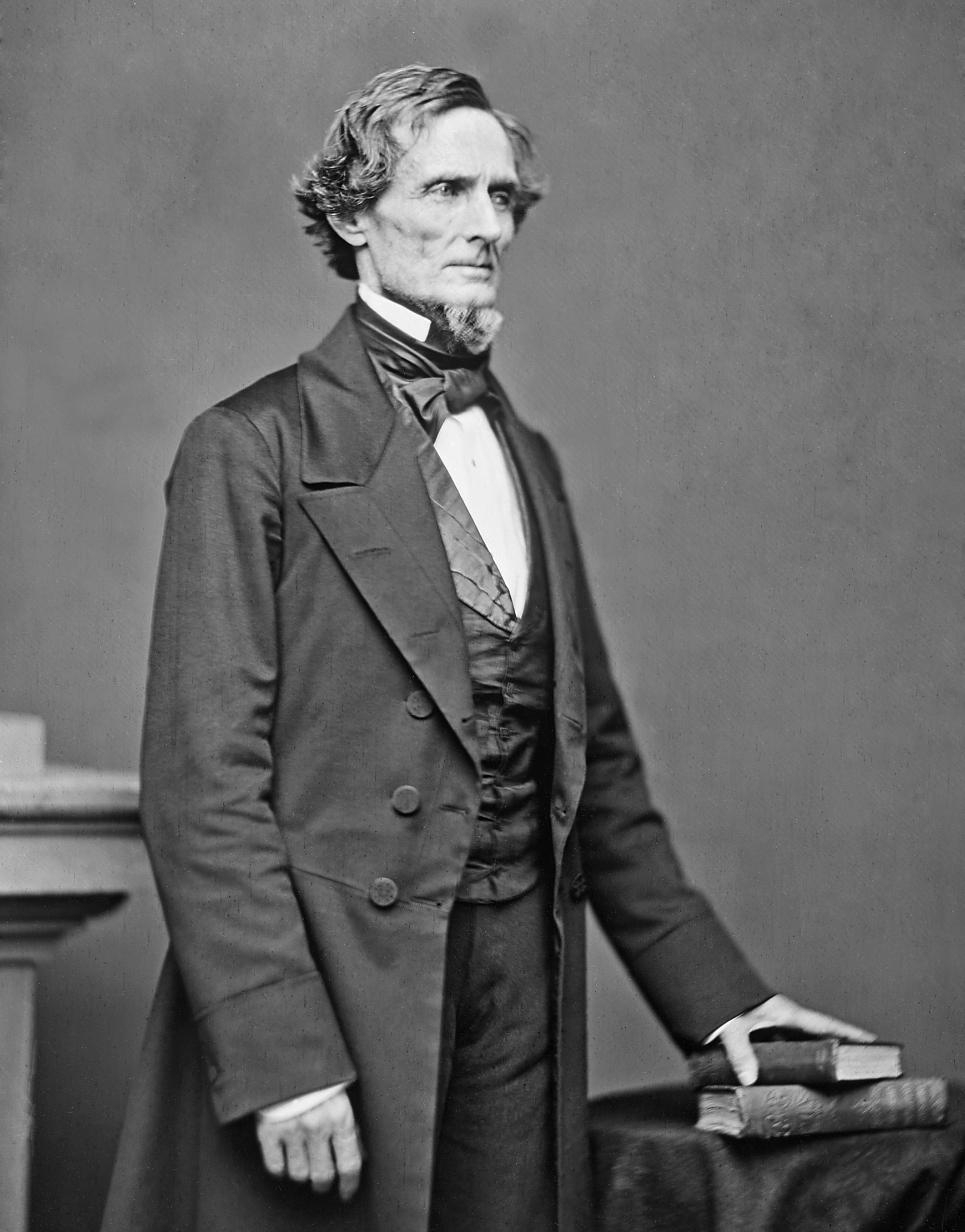
Jefferson Davis, az Amerikai Konföderációs Államok elnöke

Jefferson Davis, az államszövetség elnöke beiktatási beszédében nem tett kitérőt a rabszolgaságra, az elszakadás okának inkább az államok jogainak hangsúlyozását tartotta. A Konföderációs Kongresszushoz intézett 1861. április 29-i üzenetében Davis a vámokat és a rabszolgaságot is említette az elszakadás okaként.
A Mély-Dél négy elszakadó állama, Dél-Karolina, Mississippi, Georgia és Texas hivatalos nyilatkozatot adott kilépése okáról. Minden állam indokai között szerepelt, vagy fő indokként neveződött meg a rabszolgatartás fenyegetettsége és a rabszolgaság tervezett eltörlése. Ezenkívül Georgia azt a szövetségi politikát is sérelmezte, amely az északi gazdasági és vámérdekeltségeket előnyben részesítette a déliekkel szemben. Texas a rabszolgaságot 21 alkalommal említette meg, és hivatkozott rá, hogy a szövetségi kormány nem teljesítette az annexiós egyezményben foglalt kötelezettségét a nyugati határon élő telepesek védelmezése ügyében. A texasi határozat kijelentette, hogy a nemzetet „kizárólag a fehér rassz alapította maga és leszármazottai számára.” Azt is leszögezték, hogy míg a fehér emberek egyenlő polgári és politikai jogokkal rendelkeznek, ez nem érvényes az „afrikai rasszra”, és hogy a faji alapú rabszolgaság vége „elkerülhetetlenül csapásokkal sújtaná mindkét fajt és romlásba döntené a tizenöt rabszolgatartó államot.”
Alabama nem bocsátott ki önálló deklarációt az okokról, hanem az elszakadási határozatban megállapította, hogy „Abraham Lincoln és Hannibal Hamlin megválasztása az USA elnöki és alelnöki hivatalába egy Alabama állam belügyeivel, békéjével és biztonságával nyíltan ellenséges, régiós párt által, melyet az északi régió lakosainak és államainak gyakori és súlyos alkotmánysértései előztek meg, olyan sértő és fenyegető karakterű politikai bűn, mely igazolja Alabama állam lakosai azonnali döntését, a békés és biztonságos jövő megteremtése érdekében elfogadott lépések megtételére.” A határozat felhívta „a déli rabszolgatartó államokat, akik egyetértenek e célokkal, hogy Montgomery-ben 1861. február 4-én vegyenek részt egy az Egyesült Államok alkotmányán alapuló, ideiglenes, majd később állandó kormány létrehozása céljából megtartandó konvención.”
A maradék két állam, Florida és Louisiana egyszerűen csak deklarálta az Unióhoz fűződő kötelékeinek elszakítását, az okokról mellőzésével. Később a floridai szecessziós konvenció létrehozott egy bizottságot az okokról szóló deklaráció megfogalmazása végett, de a munka befejezése előtt feloszlott. Mindössze egy dátum és cím nélküli tervezet maradt ránk.

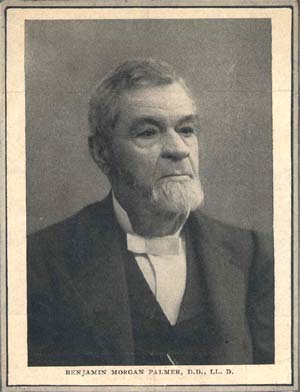
Benjamin M. Palmer

A Felső-Dél négy állama, Virginia, Arkansas, Észak-Karolina és Tennessee eredetileg elutasította a szecessziót, egészen a Sumter-erőd ostroma utáni mozgósításig. Virginia határozata megállapította a rabszolgatartó Mély-Dél államaival való rokonságát, de magát a rabszolgaságot nem nevezte meg elsődleges okként. Ez a virginiai iparosodás tekintetében érthető.
Arkansas szecessziós határozata elsősorban azt ellenezte élesen, hogy a szövetségi kormány katonai erő bevetésével akarja a föderációt fenntartani. A háború kitörését megelőzően, 1860. március 20-án tartott arkansasi konvención hozott első határozat így szólt: „Az északi államok lakosai tisztán régiós jellegű pártot szerveztek, melynek központi és irányító gondolata a déli államokban létező afrikai rabszolgaság intézményével való szembenállás; és e párt elnökké és alelnökké választatott olyanokat, akik a déli államok érdekeivel és jogaival ellenkező elvek mentén való kormányzati politika vitelére esküdtek fel.” Észak-Karolina és Tennessee rendeletei mindössze az elszakadásra szorítkoztak, de Tennessee leszögezte, hogy „az elszakadás absztrakt doktrínájához” nem kíván megjegyzést fűzni.
Néhány déli vallási vezető büszkén hirdette az elszakadás okait. Benjamin M. Palmer New Orleans-i presbiteriánus lelkész hangoztatta elkötelezettségét a kilépés mellett egy 1860-as hálaadási szertartáson. Szerinte a fehér délieknek joguk és kötelességük volt fenntartani a rabszolgaságot, hogy ezzel a „gyengéd és hűséges” de „tehetetlen” négerek védelmezői legyenek, megvédjék a világgazdasági érdekeket és a hitet az ateista fenyegetésétől.

### Szecessziós aktivisták és konvenciók

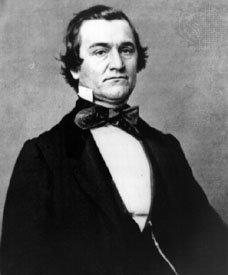
William L. Yancey, alabamai szecessziós agitátor, "A szecesszió szónoka"

Az azonnali elszakadást követelő héják álláspontját két frakció ellenezte. A Mély-Dél „kooperacionistái” addig halasztották volna az elszakadást, amíg több állam egy időben lép ki lehetőség szerint egy össz-déli konvenció által szentesítve. Sam Houston texasi kormányzó és a hozzá hasonló unionisták akciói folyományaképp a késleltetés akár az unió fenntartását is eredményezhette volna végső soron. A határállamok unionistái (gyakran whig gyökerekkel rendelkező emberek) az Egyesült Államokhoz fűződő érzelmekre apelláltak. A déli unionisták elnökjelöltje a Tennessee állambeli John Bell volt, aki az „Ellenzéki párt” színeiben indult a választáson.
Sok elszakadáspárti aktívan politizált. William Henry Gist, Dél-Karolina kormányzója titkos levelezést folytatott más déli államok kormányzóival és a legtöbb déli kormányzó titkos megbízottakat küldött egymáshoz. A szecesszionista charlestoni „1860 Szövetség” több mint 200 000 példányban nyomtatott röpiratokban próbálta a déli országrész ifjúságát meggyőzni igazáról. A legismertebb a dél-karolinai John Townsend által írt "The Doom of Slavery" (A rabszolgaság végzete) és a "The South Alone Should Govern the South" (Egyedül a dél kormányozzon délen) volt, és a James D.B. De Bow által szerzett "The Interest of Slavery of the Southern Non-slaveholder" (A déli nem rabszolgatartók érdeke a rabszolgatartásban).

James Chesnut, Jr.

A dél-karolinai események láncreakciót indítottak be. Egy bíróság elnöke a szövetségi törvényszék legitim voltát nem ismerte el, így Andrew Magrath szövetségi bíró kihirdette, hogy az Egyesült Államok jogilag nem hatályos többé Dél-Karolinában. A charlestoni tömeggyűlés, mely a Charleston-Savannah vasút megnyitását ünnepelni gyűlt össze a dél-karolinai törvényhozástól a szecessziós konvenció kihirdetését követelte. James Chesnut, Jr. dél-karolinai szenátor lemondott, majd őt követve a másik dél-karolinai szenátor, James Henry Hammond szintén lemondott.
A konvenciókra való választások izzó hevületében senki nem mert ellentmondó véleményt megfogalmazni, írja Freehling. Még olyan, valaha elismert személyiség, mint John Belton O'Neall, dél-karolinai főbíró vesztett a szecessziós konvenciót megelőző választáson a kooperációs politikát támogatva. Szerte a déli országrészben csődületek üldöztek ki jenki személyiségeket és Texasban az unióhoz való hűséggel gyanusított németeket öltek meg. Általában az elszakadási konvenciók nem írtak ki népszavazást a kérdésről, de Texas, Arkansas és Tennessee államban igen, és Virginia második konvenciója is népszavazást tartását határozta el. Missouri és Kentucky semlegességet jelentett be.

### A beiktatás és fogadtatása

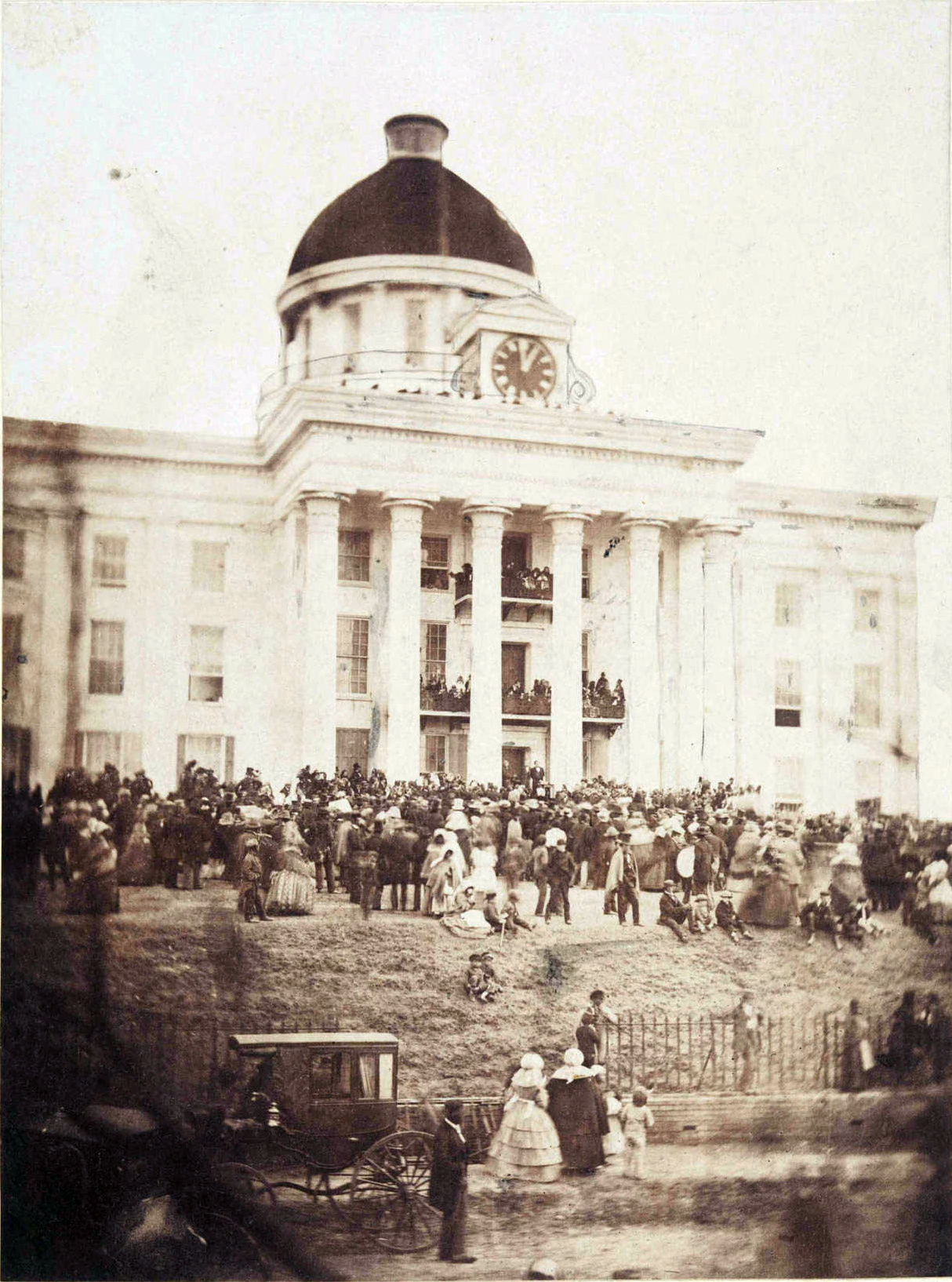
Jefferson Davis beiktatása az alabamai Montgomeryben

A Mély-Dél első szecessziós konvenciói küldöttekkel képviseltették magukat az 1861. február 4-én, Montgomery-ben tartott gyűlésen. Elfogadták a kormányzatot meghatározó alapvető dokumentumokat, ideiglenes kormányt alkottak és összehívtak egy képviseleti Kongresszust az Amerikai Konföderációs Államok nevében. A Konföderáció új, ideiglenes elnöke Jefferson Davis lett, aki előzőleg a kooperacionisták táborába tartozott, s a szecesszió elhalasztását akarta, mindaddig, míg a deli államok egy blokkban tudnak távozni. Davis felhívást bocsátott ki az tagállamok milíciáihoz, hogy 100 000 fő fegyverbe állításával védelmezzék az újonnan megalakult államot.
John B. Floyd, James Buchanan elnök frissen lemondott hadügyminiszterét 1860 decemberében azzal vádolták meg, hogy az északi raktárakból fegyvereket szállíttat délre. Floyd és egyes kongresszusi képviselők a hadügyminisztérium költségvetésének kímélése jelszavával rávették Buchanant, hogy az addig üres deli erődökbe ne telepíttesse az ágyúkat. Ezek az ágyúk kapóra jöttek a Konföderáció számára a háború kitörése előtt. Az észak-karolinai Charlotte-ban, a georgiai Dahlonegában és New Orleansban levő szövetségi pénzverdékben rúdarany, bankjegyszínező festék volt elhelyezve, mely szintén nagyon hasznosnak bizonyult. 1861 májusában a konföderációs főváros a virginiai Richmond lett
Lincoln 1861. március 4-i beiktatási beszédében megpróbálta feltartóztatni a Konföderáció növekedését. A még rendelkezésére álló nyolc rabszolgatartó államban erősödő szecessziós felhívások lecsendesítésére biztosította a határállamokat, hogy a rabszolgaság fennmarad mindazon államokban, melyek már bevezették azt, és felhívta a figyelmet arra a beterjesztett alkotmánykiegészítési tervezetre, sorrendben a 13.-ra, mely Corwin-kiegészítés néven lett ismert. Ez megmásíthatatlan alkotmányos védelmet garantált volna a rabszolgaság tagállami kezelésének kizárólagosságára, vagyis a szövetségi állam nem szólhatott volna bele többet a rabszolgaság intézményébe.
Az újonnan beiktatott konföderációs adminisztráció a területi integritásából nem akart engedni, mellyel a már 1860-ban is létező politikai törekvést folytatta, s megpróbálta eltávolítani határain belülről az USA jelenlétét. Ennek keretében birtokba vették a szövetségi bíróságokat, vámházakat, postafiókokat, fegyverraktárakat és erődöket. A Sumter erőd megtámadása és elfoglalása után azonban 1861 áprilisában Lincoln 75 000 önkéntes katona felállítására adott utasítást, melynek már többszörösét mozgósították eddigre a hozzá hű északi államok kormányzói állami milíciáikban. A cél az Egyesült Államok tulajdonának visszafoglalása volt az egész egykori déli országrészen, azzal a megokolással, hogy a róluk való lemondást a Kongresszus nem hagyta jóvá. A Fort Sumternél, a két utolsó, még uniós katonaság által birtokolt erőd egyikénél való ellenállás a Buchanan adminisztráció átengedő politikájával való szakítást jelezte. Lincoln mozgósítása óriási vihart szabadított el. Észak és Dél közvéleménye egyaránt háborúra szólított fel, fiatalemberek százezrei áramlottak a zászlók alá. További négy állam, Virginia, Észak-Karolina, Tennessee, és Arkansas) határozta el az elszakadást, miután Lincoln felhívását az állami milíciák feltöltésére és szövetségi hatáskörbe adására megtagadták. Az ezt szintén megtagadó, de rendkívül megosztott Kentucky és Missouri állam késélen táncoló semlegességet jelentett be.

### Szakadár államok

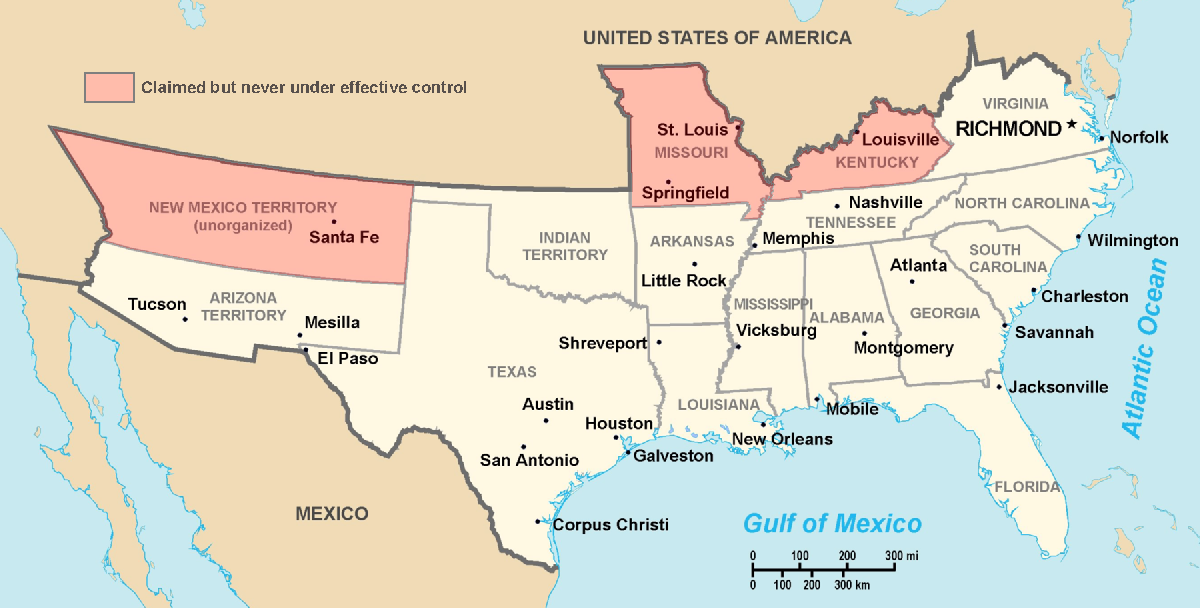
Az Amerikai Konföderációs Államok térképe

Hét állam 1861 februárjáig lépett ki az Egyesült Államokból:
- Dél-Karolina (1860. december 20.)[57]
- Mississippi (1861. január 9.)[58]
- Florida (1861. január 10.)[59]
- Alabama (1861. január 11.)[60]
- Georgia (1861. január 19.)[61]
- Louisiana (1861. január 26.)[62]
- Texas (1861. február 1.)[63]

Lincoln elnök mozgósítása után elszakadó további négy állam:
- Virginia (1861. április 17.)[64]
- Arkansas (1861. május 6.)[65]
- Észak-Karolina (1861. május 20.)[66]
- Tennessee (1861. június 8.)[67]

Két további államnak volt szakadár kormánya, melyeket az uniós erők elűztek. A Konföderáció igényt tartott területükre, de sosem irányította tartósan őket:
- Missouri nem szakadt el de egy csoport kihirdette a kilépést (1861. október 31.)[68]
- Kentucky nem szakadt el de egy nem megválasztott csoport kihirdette a kilépést (1861. november 20.)[69]

Mindkét állam engedélyezte a rabszolgaságot és rendelkezett unionista és konföderációs megyékkel. Az unionisták között rabszolgatartók is voltak. A Konföderációhoz tartozott a mai Oklahoma, Arizona és Új-Mexikó állam területeinek egy része is. Missouri államban az 1850-es évek alatt kemény csatározások folytak rabszolgaság-ellenes illetve párti banditák között. Az effajta összecsapások pusztították a vidéki lakosságot és a földeket, majd mikor a polgárháború kitört a helyzet még jobban elmérgesedett a felek között. Missouriban valóságos kis polgárháború zajlott a különböző pártállású megyék között, amelyek köré a banditák tömörültek. A sorozatos vérontások és a lakosság elűzése nyomán (amelyben reguláris konföderációs és unionista erők is közreműködtek) megyék tucatjai néptelenedtek el. Az öldöklések a háború után is folytatódtak, mert a bandák eredeti szakmájukat folytatva, de már politikai ok nélkül raboltak és gyilkoltak.

### Közigazgatás

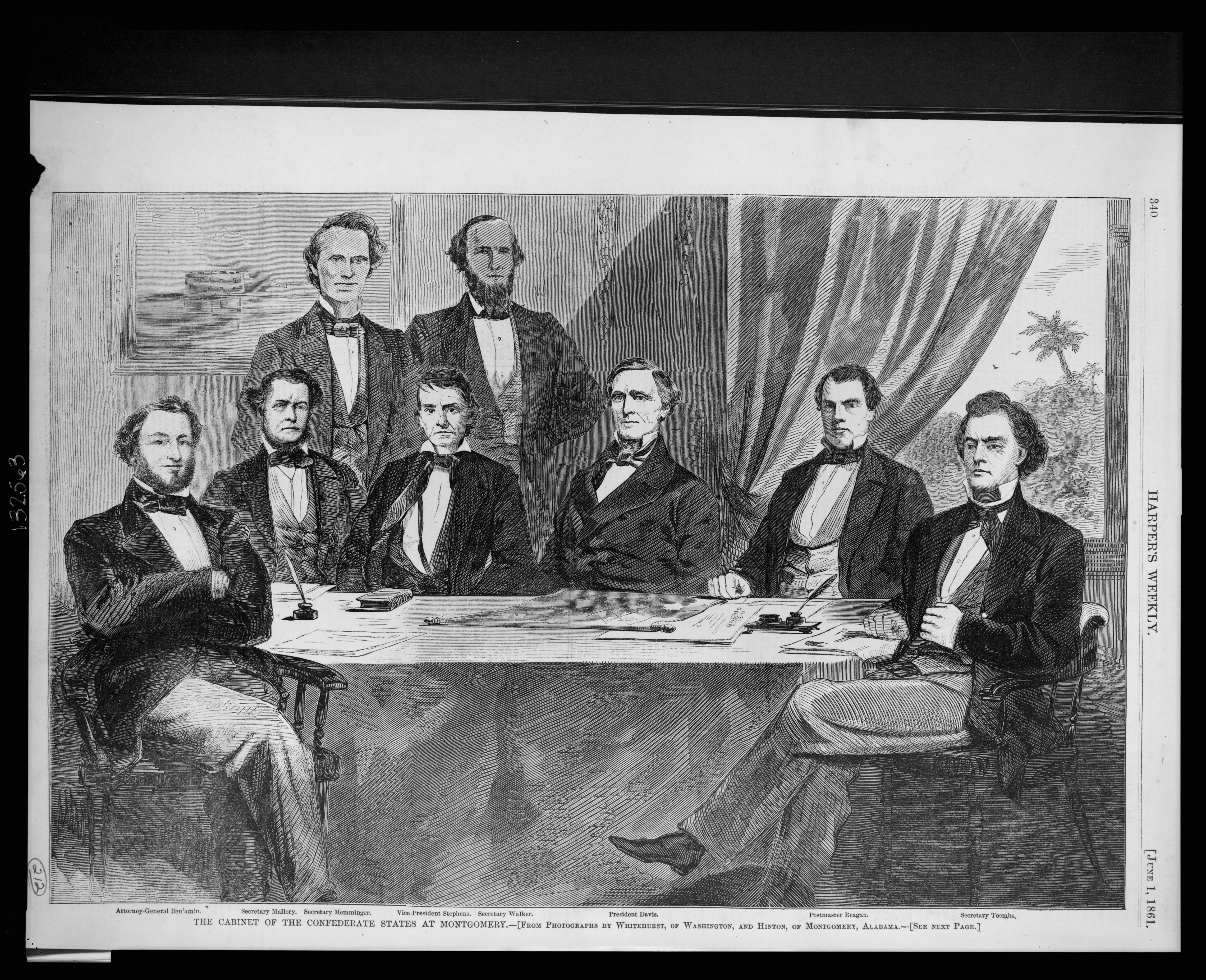
Davis elnök kabinetje
Első sor balról jobbara Judah P. Benjamin, Stephen Mallory, Alexander Stephens, Jefferson Davis, John Henninger Reagan, és Robert Toombs
Álló sor balról jobbra: Christopher Memminger ésLeRoy Pope Walker

### Külpolitika
A konföderáció fő külpolitikai célja, hogy nemzetközi elismerést, ezáltal külső támogatást és szövetségeseket szerezzen. A külpolitikát emiatt elsősorban az ún. gyapot-diplomácia határozta meg. A háború előtt az európai ruhagyártás az alapanyaga jelentős részét az Amerikai Déltől szerezte be, amely az amerikai export 61%-át tette akkor ki. Az északi blokád miatt 1862-re az Egyesült Államokból jövő gyapotbehozatal 96%-al esett vissza, a gyapot ára Európában megnégyszereződött. Davis elnök abban reménykedett, hogy a hiány meggyőzi az európai országokat támogassák Délt, s annak fejében gyapotot szállít nekik, ám az európai textilipar rövidesen megoldotta más forrásokból (India, Brazília, Egyiptom).

### Az amerikai polgárháború és a Konföderáció bukása
Az amerikai polgárháború 1861-ben tört ki, miután a Konföderáció megostromolta a Sumter-erődöt a dél-karolinai Charlestonban. Az Egyesült Államok szövetségi csapatai visszavonultak az erődbe és nem sokkal később Dél-Karolina bejelentette elszakadását. Az amerikai elnök, James Buchanan megkísérelte újra ellátni Sumtert a Star of the West nevű hajóval, de a Konföderáció tűzereje a hajót visszavonulásra kényszerítette. Abraham Lincolnnak is voltak tervei az erőd újraellátására. Lincoln elnök értesítette Francis W. Pickenst, Dél-Karolina kormányzóját, hogy „végre lesz hajtva egy kísérlet a Sumter-erőd újra ellátására kizárólag élelmiszerekkel, és ha ez a szándék nem ütközik ellenállásba, akkor nem lesz erőfeszítés katonák, fegyverek vagy lőszer bejuttatására Sumterbe figyelmeztetés nélkül, kivéve egy erőd elleni támadás esetén”. Bár a Konföderáció arra számított, hogy nem lesz ilyen törekvés, Montgomeryben mégis az erőd elfoglalása mellett döntöttek.
1861. április 12-én a déli csapatok Davis elnök és hadügyminiszterének parancsára tüzet nyitottak a Sumter-erődre, ezzel megadásra kényszerítve azt.
Fort Sumter ostroma után Lincoln katonákat kért az Unió fennmaradó államaitól, hogy azokkal visszafoglalja Sumtert, valamint több más Konföderáció által irányított erődöt és vámházat délen. Az elnök ekkor még csak három hónapos szolgálatra hívott önkénteseket. Ezt a kijelentést még azelőtt tette, hogy a kongresszus megtárgyalhatta volna az ügyet. Abraham Lincoln kérése négy további államot késztetett a kilépésre. Virginia, Arkansas, Tennessee és Észak-Karolina belépett a Konföderációba és ezzel tizenegy tagállamúra bővült az új államszövetség. Miután Virginia belépett a Konföderációs Államok sorába, a fővárost az alabamai Montgomeryből áthelyezték a virginiai Richmondba.
Alexander Stephens álláspontja szerint a háborút Lincolnnak a Sumter-erőd újraellátására irányuló szándéka provokálta ki.
|  | „Fenntartom, hogy noha az első lövés még nem dördült el, de a háború már megkezdődött, mikor a „felmentő svadron”-nak hívott, 11 hajó által szállított 285 ágyúból és 2400 katonából álló ellenséges flottát a washingtoni hatóságok parancsával kiküldték New Yorkból és Norfolkból, hogy ha lehetséges békésen erősítsék meg Fort Sumtert, de ha az nem lehetséges, akkor alkalmazzanak erőszakot hozzá.” |
|  | |

A Konföderáció a kezdeti sikerek után vereséget vereségre halmozott, mert nemzetközi elszigeteltségét nem tudta áttörni. Az Unió flottája szoros blokádot vont a tengerpart köré, így tengeren nem tudott utánpótláshoz jutni a hajókkal nem rendelkező déli hadsereg, ahol több ízben fellépett a lőszerhiány. Mexikót francia csapatok szállták meg, s az országban beköszöntő politikai zavarok miatt onnan sem várhatott a Konföderáció segítséget akár a mexikóiaktól, akár azt megszálló hatalmaktól.
1865 tavaszára a Konföderáció ereje végleg felmorzsolódott. Robert E. Lee, a Konföderáció főparancsnoka április 9-én letette a fegyvert és ezzel nemcsak a polgárháború ért véget, de egyben a Konföderáció is elindult a megszűnés útján, miután a konföderációs államok sorban visszaléptek az Egyesült Államokba a kongresszusban újra elismert képviseleti jelenlétükkel, egészen 1870. július 15-ig, amikor utolsóként Georgia állam is ismét csatlakozott az Unióhoz.
A polgárháború után még sokáig szívósan élt a konföderáció eszméje és még évekig sor került zavargásokra a déli államokban. Napjainkban is vannak akik a konföderáció rég bukott ügyével szimpatizálnak, ez különösen a rasszizmusáról hírhedt Ku-Klux-Klant jellemzi.

## Napjainkban
A konföderáció emléke a jelenkorban is él még az amerikai Délen. Évtizedekkel a polgárháború után ismét kibonatkozni kezdtek mozgalmak, amelyek vagy deklaráltan szeparatista módon vagy pedig jogi eszközökkel szólaltak fel Dél függetlenségének visszaállítása érdekében. Az idők alatt ezek a mozgalmak rengeteget változtak: egy részük természetesen az Egyesült Államoktól való teljes elszakadást, egy neo-Konföderáció megteremtését vallja. Másik részük viszont megelégedne azzal, ha a déli államokat az USA-n belül egy külön autonóm részként kezelnék, amiben ezen államok a konföderációs elvek mentén, de továbbra is az USA részeként saját államszövetséget alkotnának, azonban nehezen meghatározható ennek a koncepciója az USA államszervezetén belül.[forrás?]
A feketékhez való viszonyulás is változott ezekben a körökben az idők folyamán. Kezdetekben tovább képviselték a független Konföderációban és az előtt vallott nézeteket az afroamerikaiakról, később már az egykori, intézményesített rabszolgaság kérdésétől elhatárolódtak a neo-konföderalisták, bagatellizálták annak tényét, de sosem vették védelmükbe. A feketékkel kapcsolatban igyekeznek kiemelni egyes színesbőrű támogatókat, akik a Konföderáció mellett álltak. Mindemiatt a neo-konföderáció támogatóit gyakran vádolják azzal, hogy el akarja terelni a figyelmet a Délen elkövetett visszaélésekről.[forrás?]
A neo-konföderáció támogatói mindazonáltal megosztottak, nemcsak a függetlenség visszaállításának mikéntjét illetően: akadnak köztük természetesen szélsőségesek (így a Ku Klux Klán tagjai), mások viszont kevésbé radikális fehér nacionalisták, míg egyes újgenerációs haladó gondolkodók teljes egyenrangúnak tekintik a déli afroamerikaiakat is.[forrás?]